# John Patrick Amedori
John Patrick Amedori est un acteur et musicien américain né le 20 avril 1987 à Baltimore dans le Maryland. Il a un frère cadet Anthony Amedori qui est skateur professionnel.

## Carrière
C'est à l'âge de treize ans que le jeune John Patrick se fait remarquer dans le rôle de Evan Treborn dans L'Effet papillon aux côtés d'Ashton Kutcher mais aussi dans le film Stick It ou encore TiMER où il tient l'un des rôles principaux. En 2008, il obtient le rôle d'Aaron Rose dans la série Gossip Girl, il y joue un jeune artiste ancien alcoolique qui ne laissera pas indifférente Serena Van Der Woodsen.
En 2011, John Patrick joue le rôle de Paul Stukey, un jeune lycéen punk, dans la comédie américaine The Family Tree. Il enchaîne les rôles, puisqu'en 2012, il se rend au festival du cinéma de Berlin en Allemagne : la Berlinale où il présente son nouveau film Electrick Children avec l'équipe et le casting du film. Il y tient le rôle d'un jeune skateur de Las Vegas du nom de Johnny. La sortie de ce film indépendant américain est prévue pour le 9 janvier 2013 en France.
John Patrick joue ensuite sous la direction de Billy Bob Thornton et aux côtés de Kevin Bacon dans Jayne Mansfield's Car, une comédie dramatique. Puis John Patrick s'implique beaucoup dans le projet cinématographique Trattoria qui suit la vie d'un chef cuisinier de grand restaurant et des relations conflictuelles qu'entretient ce dernier avec son fils, Vince, joué par John Patrick. La bande annonce du film est mise en ligne le 6 mai 2012 sur le site Vimeo. Le film a été présenté au Sundance Film Festival. La sortie du film n'a pas encore été révélée.

## Vie privée
John Patrick a étudié à la Actors Center School à Philadelphie. Outre sa carrière d'acteur, John Patrick joue de la guitare depuis ses neuf ans. Sa passion pour la musique le conduira à monter son tout premier groupe de rock Sanitarum avec son meilleur ami alors qu'il n'a que onze ans. John Patrick a contribué à la composition, l'écriture et l'interprétation de la chanson Love Song apparaissant dans le film Stick It. En 2008, il fait partie du groupe de rock Ceesau composé de Carmine Giovinazzo, Michael Brasic et de lui-même. Le groupe sort un EP le 28 mars 2008 intitulé Era of the exposed. Mais John Patrick quitte le groupe en 2009, préférant ainsi se concentrer sur sa carrière cinématographique. Son amour pour la musique est toujours aussi fort puisque John Patrick se considère en tant que « musicien naturel », il peut jouer de n'importe quel instrument virtuellement.
Il a déclaré dans une interview avoir des origines amérindiennes et être un descendant du peuple Tuscaroras.
Dans une interview, John Patrick révèle qu'il a auditionné pour le rôle de Dan Humphrey pour la série Gossip Girl et en bons termes avec Penn Badgley. Il est également ami avec l'acteur Taylor Ball et il a chien qui s'appelle Poe.

## Filmographie
- 2000 : The Patriot : Le Chemin de la liberté
- 2004 : L'Effet papillon (The Butterfly Effect) d'Eric Bress et J. Mackye Gruber : Evan Treborn à 13 ans
- 2005 : Ghost Whisperer (saison 1, épisode 6) : Jason Shields
- 2005 : Dr House (saison 1, épisode 8) : Matt Davis
- 2005 : New York, unité spéciale (saison 7, épisode 9) : Wayne Mortens
- 2006 : Stick It de Jessica Bendinger : Poot
- 2009 : Gossip Girl : Aaron (petit ami de Serena)
- 2009 : TiMER de Jac Schaeffer : Mikey
- 2009 : Mauvaises influences de Tom Zuber : Jimmy
- 2010 : Scott Pilgrim : jeune hipster avec une sucette
- 2012 : Jayne Mansfield's Car : Mickey Caldwell
- 2013 : Electrick Children : Johnny
- 2013 : Le Dernier Rempart (The Last Stand) : l'agent Mitchell
- 2013 : Esprits Criminels : Bryan Hughes (Saison 8 - Épisode 13)
- 2014 : The Vatican Tapes de Mark Neveldine : Pete
- 2017-2021 : Dear White People : Gabe Mitchell
- 2024 : Three Women : Jack